# Kemco
Kemco (Kotobuki System Co., Ltd.), stylisé KEMCO, est une société de développement de jeux vidéo créée en 1984 comme filiale du groupe Kotobuki Engineering & Manufacturing Co., Ltd. Son siège social se trouve à Kure dans préfecture d'Hiroshima,.
Kemco a commencé à produire des jeux pour la console Famicom en 1985. En 2001, Kemco crée Kemco U.S.A, Inc., une filiale du groupe Kemco of Japan visant les marchés européen et nord-américain.
Une de leurs franchises est la série Top Gear ainsi que Crazy Castle (en). La firme est aussi connue pour leurs portages de la série MacVenture (en) sur les consoles Nintendo.

## Histoire
Kemco est fondée en 1984 sous le nom Kotobuki System Co., Ltd. afin d'être la filiale vidéoludique de la corporation multisectorielle Kotobuki Engineering & Manufacturing Co., Ltd (elle-même fondée en 1979),. Le nom Kemco provient des lettres initiales de Kotobuki Engineering Manufacturing Co.
Kemco commence ses activités en développant des jeux vidéo pour la Nintendo Entertainment System,. Bien qu'officiellement nommée Kotobuki System  jusqu'en 2004, la compagnie utilise déjà la marque Kemco sur son premier jeu Dough Boy en 1985.
Durant la fin des années 1980 et début des années 1990, les jeux de Kemco en Amérique du Nord sont édités par son partenaire Seika Corporation qui les présentent sous la marque de commerce Kemco * Seika.
Dans les années 1990, Kemco développe et édite des jeux pour une série de plateformes incluant la Super NES, la Nintendo 64 et le Game Boy. Pendant cette décennie, Kemco a droit à sa première filiale américaine, Kemco America, qui est en opération du 2 octobre 1991 au 24 janvier 2000.
En 2001, une nouvelle filiale à part entière, Kemco USA, est fondée pour cibler plus efficacement le marché américain.
En 2004, la division de développement de systèmes de Kotobuki se sépare de sa société-mère pour devenir la compagnie indépendante Kotobuki Solution Co., Ltd. qui conserve la marque de jeu vidéo Kemco lors de cette scission,.
Kemco USA ferme en 2007 mais les jeux continuent de paraître en Amérique du Nord jusqu'à ce jour par Kemco of Japan,. Depuis ce temps, l'entreprise concentre pratiquement l'ensemble de ses activités aux jeux pour téléphones mobiles.

## Jeux développés et/ou édités

### Années 1980
1985
- Dough Boy

1986
- Spy vs. Spy
- Space Hunter
- Toki no Tabibito -Time Stranger-
- Electrician

1987
- Nankoku Shirei!! Spy vs. Spy
- Indora no Hikari
- Superman

1988
- Sanada Juu Yuushi
- Déjà Vu
- Ginga Eiyū Densetsu

1989
- Desert Commander
- Shadowgate
- The Bugs Bunny Crazy Castle / Roger Rabbit / Mickey Mouse
- Legend of the Ghost Lion
- Uninvited
- Rescue: The Embassy Mission
- Sword of Hope

### Années 1990
1990
- Rocket Ranger
- The Bugs Bunny Blowout
- Lagoon
- Snoopy's Silly Sports Spectacular
- Snoopy's Magic Show
- North & South
- Ka-blooey
- Nekojara Monogatari

1991
- Mickey Mouse / The Bugs Bunny Crazy Castle 2
- Drakkhen
- Sword of Hope
- Dragon Wars
- Lagoon

1992
- Garfield Labyrinth
- Track and Field
- Top Gear
- Spy vs. Spy (Game Boy)
- Phalanx
- Sword of Hope II
- Kid Klown in Night Mayor World
- Dr. Franken
- Thunder Spirits
- Mickey's Chase

1993
- The Real Ghostbusters
- The Blues Brothers
- Mickey Mouse IV
- First Samurai
- X-Zone
- Top Gear 2

1994
- Super Troll Islands
- Genocide 2
- Dragon View
- Kid Klown in Crazy Chase
- Stone Protectors (SNES)
- Brutal: Paws of Fury

1995
- Top Gear 3000
- Prehistorik Man
- Virtual League Baseball
- Prehistorik Man (Game Boy)

1996
- Kid Klown in Crazy Chase 2: Love Love Hani Soudatsusen
- Snoopy no Hajimete no Otsukai

1997
- The Bombing Islands
- Soreike!! Kid
- Top Gear Rally
- Bugs Bunny Collection

1998
- Mickey Mouse: Magic Wands!
- Knife Edge: Nose Gunner
- Top Gear Overdrive

1999
- Deja Vu I and II
- Top Gear Pocket
- Bugs Bunny in Crazy Castle 3
- Twisted Edge Extreme Snowboarding
- Shadowgate Classic
- Charlie Blast's Territory
- Shadowgate 64: Trials of the Four Towers
- Spy vs. Spy (Game Boy Color)
- Deja Vu I and II (Game Boy Color)
- Catwoman (Game Boy Color)
- Top Gear Pocket 2

### Années 2000
2000
- Bugs Bunny in Crazy Castle 4
- Top Gear Rally 2
- Top Gear Hyper Bike
- Daikatana

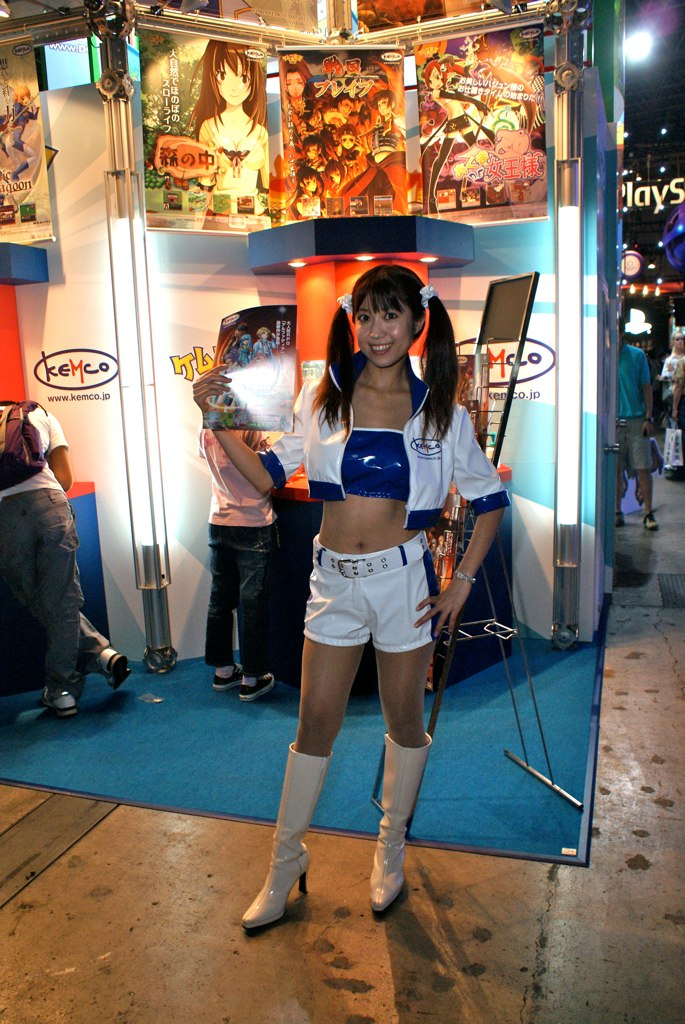
Promotion pour Kemco lors du Tokyo Game Show 2009

- Titi et le Tour du monde en 80 chats
- Batman of the Future: Return of the Joker
- Batman of the Future: Return of the Joker (Game Boy Color)

2001
- Top Gear: Dare Devil
- Top Gear GT Championship
- Tweety & The Magic Gems
- Phalanx
- Mech Platoon

2002
- Universal Studios Theme Parks Adventure
- Egg Mania: Eggstreme Madness
- Crazy Chase
- Boulder Dash EX
- Woody Woodpecker in Crazy Castle 5

2003
- Batman: Dark Tomorrow
- Get: Boku no Mushitsu Kamaete
- Top Gear Rally (Game Boy Advance)

2004
- Rogue Ops
- Yager

2005
- Dai Senryaku VII: Modern Military Tactics
- Top Gear RPM Tuning
- Chicago Enforcer

2007
- Alphadia (NTT DoCoMo Mobile Phone)

2008
- Alphadia II (NTT DoCoMo Mobile Phone)
- Orleans no Otome ~Jeanne D'Arc no Monogatari~
- Sorcery Blade (WiiWare)

2009
- Alphadia III
- Ayakashigatari
- Symphony of Eternity (NTT DoCoMo Mobile Phone)

### Années 2010
2010
- Alphadia IV
- Dark Gate (NTT DoCoMo Mobile Phone)
- Eve of the Genesis
- Fantasy Chronicle (NTT DoCoMo Mobile Phone)
- Symphony of Eternity

2011
- Aeon Avenger
- Alphadia (iOS / Android)
- Alphadia V (NTT DoCoMo Mobile Phone)
- CODE: Cerberus
- Dark Gate
- Fantasy Chronicle (Android)
- Grinsia
- Machine Knight

2012
- Bond of the Skies
- Covenant of Solitude
- End of Aspiration
- Knight at Earthend
- Mystic Chronicles
- Silver Nornir
- Symphony of the Origin

2013
- Ancient Phantasma
- Band of Monsters
- Chronos Arc
- Chrome Wolf
- CRYSTAREINO: Mezameshi Yuusha to Suishou no Oukoku
- Destiny Fantasia
- D.M.L.C.: Death Match Love Comedy
- Fanatic Earth
- Infinite Dunamis
- Izumo Rei no Chousahoukokucho ~Tozasareta Negai~
- Ixtona Senki -Legend of Ixtona-
- Legacy Code -Mahou Sekai no Tankyuusha
- Link of Hearts
- Rust & Golem
- Seinaru Kishi no Monogatari
- Shichisei Kemono to Konjiki no Hitomi
- Soul of Deva -The Saiyuki Fantasy-
- Soul Historica
- Togabito no Senritsu (Wii U eShop)

2014
- Alphadia Genesis
- Asdivine Hearts
- Dead Dragons
- Fortuna Magus
- Journey to Kreisia
- Lefalsia no Genei
- Shining Mars
- Shelterra The Sky World

## Jeux annulés
- The Arashi no Drift Rally - Ijoukishou o Tsuppashire
- Flintstones in Viva Rock Vegas
- Daikatana (Game Boy Color)
- Taitou
- Lobo